# Клаус Кински
Клаус Кински (на немски: Klaus Kinski, Klaus Günter Karl Nakszynski) е немски актьор. Той е най-добрият интернационален артист, специализиран за психопатски характери. Става международно известен с роли във филми по романите на Едгар Уолъс и в италианските уестърни.

## Биография
Роден е на 18 октомври 1926 в Сопот, Гданск. Син е на аптекаря Бруно Накшински и медицинската сестра Сузане Накшински, родена Лутце. През 1930 г. фамилията се мести в Берлин. Още като ученик му се налага сам да изкарва прехраната си.
През 1944 г. Кински трябва да участва във Втората световна война при парашутистите и на западния фронт попада в британски плен в Холандия. В театъра на лагера започва да играе първите си роли. Въпреки че не е учил актьорство, през 1946 г. той играе на известните сцени в Берлин. През 1947 г. получава първата си роля във филм.
Клаус Кински се жени три пъти. Той е баща на Пола, Настася Кински и Николай.
Кински умира на 23 ноември 1991 г. на 65 години в имението си в Калифорния от проблем на сърцето. По негово желание тялото му е кремирано и прахта му е разпръсната при Сан Франциско в Пасифика.

## Избрана филмография
| Година | Филм                           | Оригинално заглавие          | Роля             | Режисьор      |
| ------ | ------------------------------ | ---------------------------- | ---------------- | ------------- |
| 1965   | Доктор Живаго                  | Doctor Zhivago               | Костоед-Амурский | Дейвид Лийн   |
| 1965   | За няколко долара повече       | Per qualche dollaro in più   | Уайлд            | Серджо Леоне  |
| 1979   | Носферату – призракът на нощта | Nosferatu: Phantom der Nacht | Граф Орлок       | Вернер Херцог |